# Liparidae
Liparidae är en familj av fiskar. Liparidae ingår i ordningen kindpansrade fiskar, klassen strålfeniga fiskar, fylumet ryggsträngsdjur och riket djur. Enligt Catalogue of Life omfattar familjen Liparidae 356 arter.

## Dottertaxa till Liparidae, i alfabetisk ordning[1]
- Acantholiparis
- Allocareproctus
- Careproctus
- Crystallias
- Crystallichthys
- Edentoliparis
- Eknomoliparis
- Elassodiscus
- Eutelichthys
- Genioliparis
- Gyrinichthys
- Liparis
- Lipariscus
- Lopholiparis
- Menziesichthys
- Nectoliparis
- Notoliparis
- Osteodiscus
- Palmoliparis
- Paraliparis
- Polypera
- Praematoliparis
- Prognatholiparis
- Psednos
- Pseudoliparis
- Pseudonotoliparis
- Rhinoliparis
- Rhodichthys
- Squaloliparis
- Temnocora